# Вібрафон

Вібрафон із RCAStudioB

Вібрафон — сучасний ударний музичний інструмент з родини металофонів. Сконструйований у 1921 році, спочатку використовувався в естрадних та джазових оркестрах та ансамблях, а пізніше й в симфонічних оркестрах.

## Основні відомості
Вібрафон буває переважно двох конструкцій: з діапазоном дві з половиною октави — від до першої до ля третьої та з діапазоном три октави — від фа малої до фа третьої. Вібрафон не є транспонуючим інструментом, записується на одному нотному стані в скрипковому ключі у реальному звучанні. В партитурі розміщується під партією ліри, яка в свою чергу знаходиться під партією дзвіночків. Звук вібрафона довгий, вібруючий, насичений, з широкою звуковою хвилею, що поступово затихає.

## Будова вібрафона

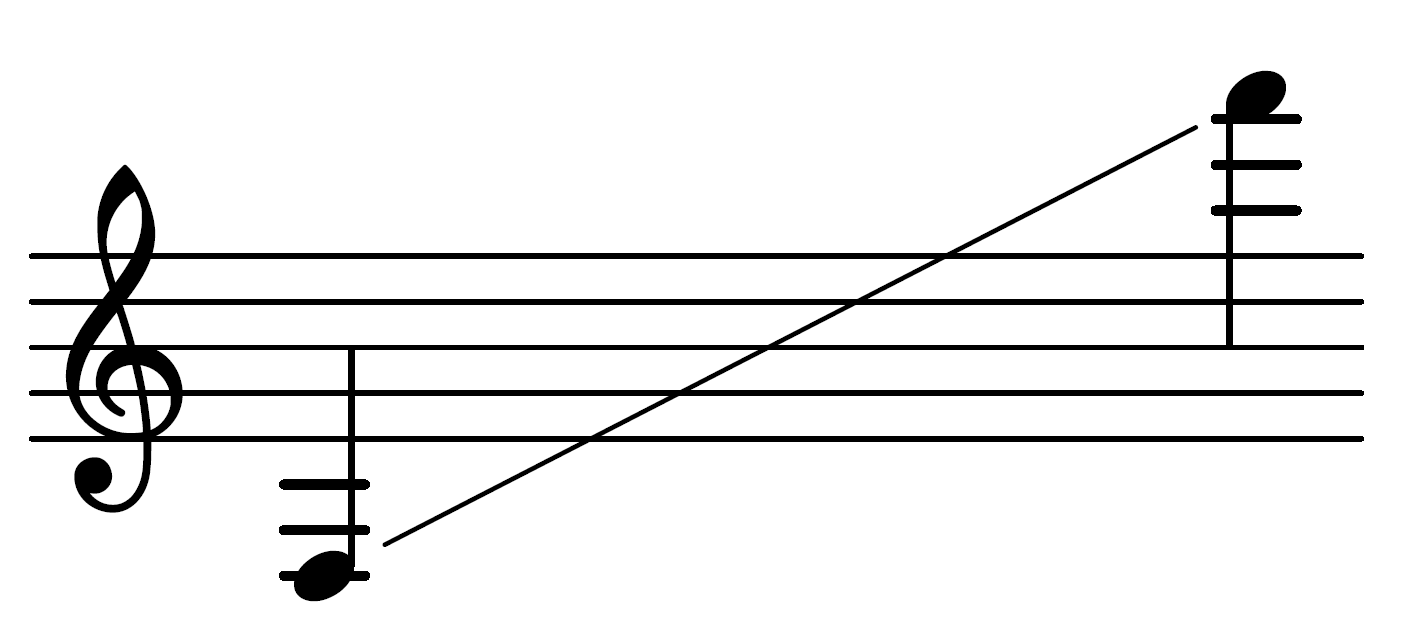
Діапазон вібрафона по запису (відповідно до звучання)

Являє собою набір хроматично налаштованих металевих пластинок, розташованих у два ряди (на подобі чорних та білих клавіш фортепіано) і закріплених шнуром на рамі-стенді з коліщатками. Під пластинками встановлено трубчасті резонатори, в яких обертаються спеціальні віяльця, які відкривають або закривають резонатори. Рухаються вони з допомогою електромоторчика, створюючи динамічну вібрацію — ефект посилення і послаблення звуку. Крім того, під пластинками є ще демпферна планка, яка, притискаючись до пластинок, глушить звучання і керується педаллю.

## Техніки гри
Грають на вібрафоні двома, трьома, іноді чотирма очеретяними паличками з м'якими кульками на кінцях, обтягнутими фільцем або повстю. Кульки бувають також гумові. Вибір паличок залежить від характеру і способу гри: останній може бути з включеною вібрацією або ж без неї. Три або чотири палички застосовують для виконання акордів у помірному темпі. Крім окремих ударів на вібрафоні є такий спосіб гри, як глісандо. Також у сучасній музиці використовують гру смичками (струнних інструментів) по краю пластинок вібрафону.